# Vallée de la Biesmelle
Vallée de la Biesmelle este o arie protejată (arie specială de conservare — SAC, sit de importanță comunitară — SCI, arie de protecție specială avifaunistică — SPA) din Belgia întinsă pe o suprafață de 267,21 ha, integral pe uscat.

## Localizare
Centrul sitului Vallée de la Biesmelle este situat la coordonatele 50°19′19″N 4°18′25″E / 50.321816°N 4.307054°E.

## Înființare
Situl Vallée de la Biesmelle a fost declarat arie de protecție specială avifaunistică în decembrie 2016 pentru a proteja 1 specie de plante și 10 specii de animale. Alte tipuri de protecție:
- sit de importanță comunitară (în octombrie 2002)
- arie specială de conservare (în decembrie 2016)[1][3][4]

## Biodiversitate
Situată în ecoregiunea continentală, aria protejată conține 10 habitate naturale: Ape stătătoare oligotrofe până la mezotrofe, cu vegetație de Littorelletea uniflorae și/sau de Isoëto-Nanojuncetea, Lacuri eutrofice naturale cu vegetație de tip Magnopotamion sau Hydrocharition, Cursuri de apă de la nivel de câmpie la nivel montan, cu vegetație Ranunculion fluitantis și Callitricho-Batrachion, Liziere de ierburi înalte hidrofile de câmpie și de nivel montan până la alpin, Fânețe de joasă altitudine (Alopecurus pratensis, Sanguisorba officinalis), Pante stâncoase silicioase cu vegetație casmofită, Păduri de fag acidofile atlantice, cu subarboret de Ilex și, uneori, de asemenea, Taxus, la nivelul arbuștilor (Quercion robori-petraeae sau Ilici-Fagenion), Păduri de fag Asperulo-Fagetum, Păduri pe pante, grohotișuri și ravene de Tilio-Acerion, Păduri aluvionare cu Alnus glutinosa și Fraxinus excelsior (Alno-Padion, Alnion incanae, Salicion albae).
La baza desemnării sitului se află mai multe specii protejate:
- plante (1): Leucobryum glaucum
- păsări (5): pescăruș albastru (Alcedo atthis), ciocănitoarea de stejar (Dendrocopos medius), ciocănitoare neagră (Dryocopus martius), egretă albă (Egretta alba), viespar (Pernis apivorus)
- amfibieni (2): Bufo calamita, triton cu creastă (Triturus cristatus)
- mamifere (2): liliac cărămiziu (Myotis emarginatus), liliacul mare cu potcoavă (Rhinolophus ferrumequinum)
- nevertebrate (1): croitorul mare al stejarului (Cerambyx cerdo)

Pe lângă speciile protejate, pe teritoriul sitului au mai fost identificate 3 specii de amfibieni, 3 specii de mamifere, 1 specie de nevertebrate, 1 specie de reptile.